# Edmond Proust
Pour les personnes ayant le même patronyme, voir Proust (homonymie).

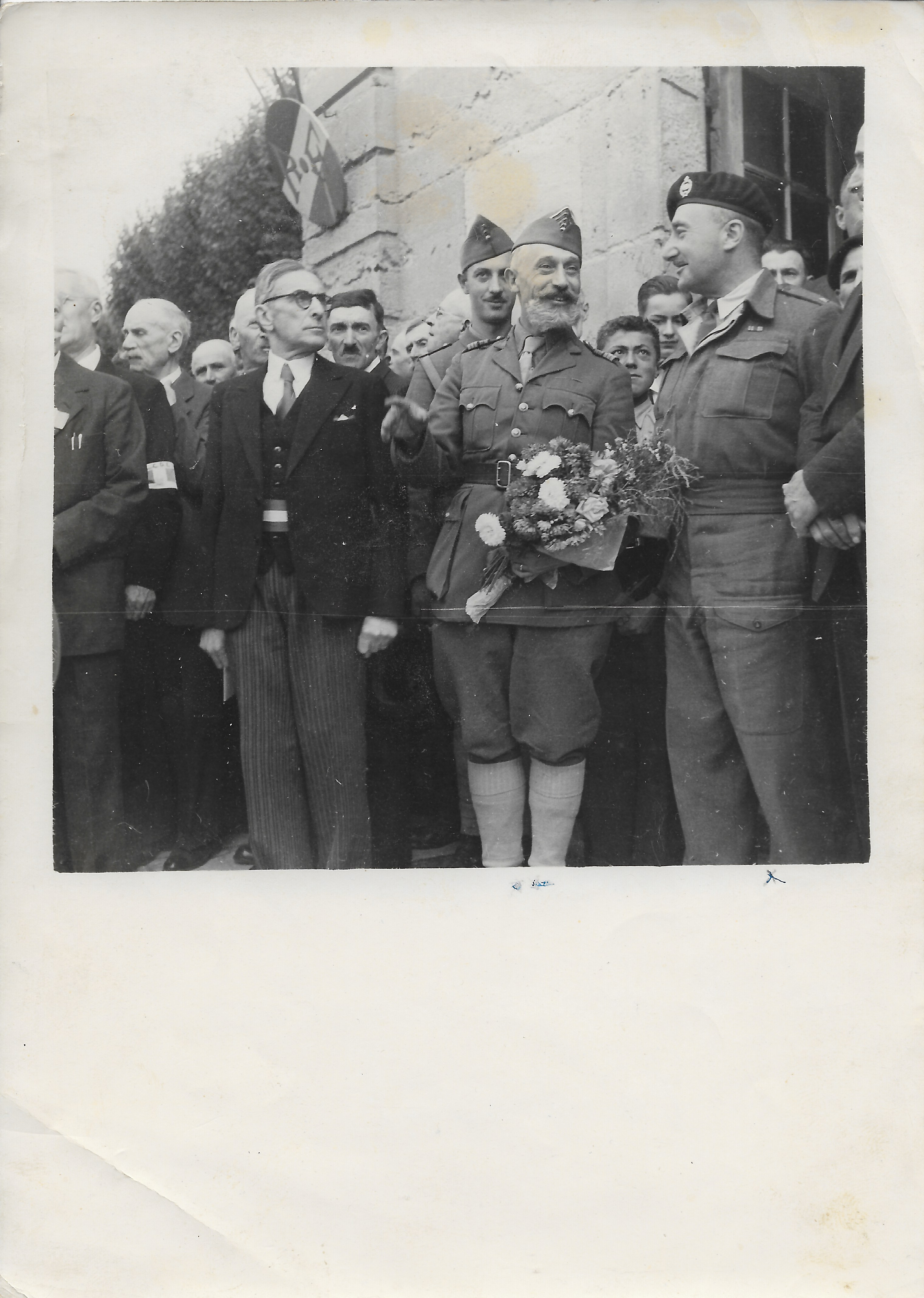
Libération de Saint-Maixent : Edmond Proust (Colonel Chaumette) et le major Whitty, devant la mairie de Saint-Maixent

Edmond Proust, né le 20 octobre 1894 à Chenay (Deux-Sèvres) et mort le 27 novembre 1956 un chef de la Résistance et l'un des fondateurs de la MAIF.
Instituteur de profession, engagé à gauche, il est sous l’Occupation de la France par l'Allemagne pendant la Seconde Guerre mondiale chef départemental de l’Organisation civile et militaire pour les Deux-Sèvres, puis de l’Armée secrète, et enfin des Forces françaises de l'intérieur (FFI). Il commande à la Libération le 114e régiment d’infanterie sur le front de La Rochelle puis participe à l’occupation de l’Allemagne avant de retourner à son métier d'instituteur après la guerre.

## Biographie
Edmond Proust est né dans une famille protestante du Mellois, fils d’un roulier et d’une tuyautière. Son enfance est marquée par la mort précoce de son père. Il apprend son métier à l’école normale de Parthenay. En 1914, il a vingt ans et se trouve mobilisé au 32e régiment d'infanterie comme caporal en décembre 1914, puis sergent en janvier 1915 et aspirant en mai 1916, enfin sous-lieutenant en octobre 1918. Blessé en juin 1915, il se bat aussi bien en Argonne qu'en Champagne ou à Verdun ; il obtient la croix de guerre avec palme. Il n'est démobilisé qu’en septembre 1919.
Nommé instituteur à Saivres, commune rurale des Deux-Sèvres, il occupera ce poste jusqu’à sa retraite en octobre 1949. Durant toute sa carrière, il crée et anime de nombreuses œuvres post-scolaires.

### Engagements
Laïque et républicain mais aussi franc-maçon, il balance entre le radicalisme anticlérical du début de siècle, le socialisme du Front populaire, voire l’influence de la Révolution soviétique. Il fonde la MAIF en 1934 et participe activement à son développement. Il déclare en 1937 : « C’est pour mener, sur le front social, avec nos modestes moyens, la lutte contre le monstre capitaliste, que nous avons fondé la MAAIF ».
En janvier 1934, il adhère au comité de lutte contre la guerre et le fascisme, également connu comme le mouvement Amsterdam-Pleyel. Il est par ailleurs élu, en 1936, secrétaire départemental du Front populaire pour les Deux-Sèvres.

### La Résistance
Mobilisé dès le début de la « drôle de guerre » le 2 septembre 1939 : il est capitaine au 32e RI et participe aux combats déclenchés par l’offensive allemande de mai-juin 1940 et est fait prisonnier à Pargues (Aube) le 17 juin 1940. Enfermé à l’Oflag XII B de Nuremberg, il sera libéré en août 1941.
En 1942, il contribue à la création d’un petit groupe de résistants autonome recruté dans le monde enseignant et mutualiste dans le Sud des Deux-Sèvres : le Mouvement initial est anonyme. Le groupe se rapproche, en mai 1943, avec l’Organisation civile et militaire (OCM) et Proust devient rapidement le chef de toute la zone Sud des Deux-Sèvres de l’OCM puis au plan départemental. Par la suite, Edmond Proust devient le chef de l’Armée secrète (AS) des Deux-Sèvres (puis au niveau de la région B[Quoi ?]), lors de l’unification des états-majors de l’OCM et de Libé-Nord. Il deviendra ensuite chef des Forces françaises de l’intérieur (FFI) sur le secteur et participera à la libération des Deux-Sèvres, de la poche de La Rochelle puis à la capitulation allemande. Il opère dans la Résistance sous le pseudonyme de Gapit puis de Chaumette.
« Message pour le tourteau fromagé : Chaumette est notre seul ami, vous devez lui faire tous confiance » : c'est par ce message diffusé à la mi-août 1944 que le général Koenig, responsable des opérations militaires de la France Libre à Londres, le nommait chef de la résistance unie dans les Deux-Sèvres,.
Il reprend après la guerre son métier d'instituteur ainsi que ses activités au sein de la MAAIF.
Edmond Proust meurt le 27 novembre 1956 d’un arrêt cardiaque.

## Distinctions et hommages
- Officier de la Légion d’honneur
- Croix de guerre 1914-1918 avec palme (3 citations)
- Croix de guerre 1939-1945 avec palme (2 citations)
- Médaille de la Résistance française avec rosette
- Médaille des blessés de guerre
- Croix du combattant volontaire 1939-1945
- Croix du combattant volontaire de la Résistance
- Croix du Combattant Legion of Merit U.S.A.
- Médaille de Verdun
- Médaille commémorative de la guerre 1939-1945 (agrafes : Libération, France, Allemagne)
- Croix du Mérite franco-britannique
- Chevalier du Mérite social[5]
- Une rue de Niort porte le nom de Colonel Chaumette, son pseudonyme dans la Résistance
- Une école de Niort porte son nom
- Une école de Saint-Maixent-l'École porte son nom
- Plusieurs bâtiments lui sont dédiés à Chenay[6]
- Les prix Edmond Proust récompensent des projets éducatifs originaux valorisant le partage de la connaissance.